# Papaipema lysimachiae
Papaipema lysimachiae är en fjärilsart som beskrevs av Bird 1914. Papaipema lysimachiae ingår i släktet Papaipema och familjen nattflyn. Inga underarter finns listade i Catalogue of Life.

## Bildgalleri

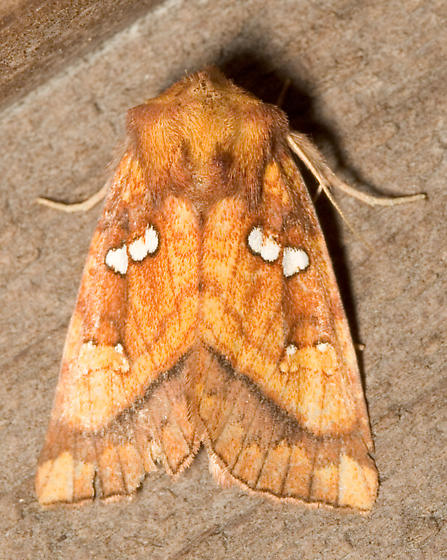